# Friedrich Welwitsch
Friedrich Martin Josef Welwitsch (Maria Saal, Carintia, Austria, 25 de febrero de 1806 - Londres, Reino Unido, 20 de octubre de 1872) fue un explorador y botánico austríaco.

## Biografía

### Primeros años
Friedrich Welwitsch nació del segundo matrimonio de su padre, el juez de distrito del Tribunal Superior de Salzburgo Franz Josef Anton Welwitsch, con Genovefa Mayr. Fue el tercer hijo del matrimonio y su madre murió en 1813.
Ya en su juventud, su interés por las ciencias naturales se despertó con los paseos por la naturaleza con su padre y la colección de plantas. Estudió medicina en Viena y se dedicó intensamente a la botánica. Estuvo particularmente influenciado por el botánico suizo Augustin-Pyrame de Candolle, quien estuvo en Viena en 1828. Se doctoró sobre las criptógamas de la Baja Austria, estableciendo así este campo de investigación en este país. 
Después de sus estudios, trabajó inicialmente como médico en Zirknitz y Jamnitz (Moravia) y durante este tiempo se dedicó a sus estudios de botánica. En 1839 abandonó su carrera de médico y planeó un viaje de recolección científica a las Azores.

### Estancia en Portugal
La Asociación de Viajes de Württemberg financió un viaje de recolección botánica a Portugal, donde Welwitsch se estableció definitivamente. Consiguió trabajo en Lisboa como director del real jardín botánico de Ajuda y, entre 1844 y 1853, dirigió también el Parque Botánico de Monteiro-Mo. 
Su herbario privado de la flora de Portugal incluía nueve mil especies. Uno de sus principales focos de interés en Portugal fueron también las criptógamas; describió alrededor de 250 nuevas especies de algas.

### Estancia en Angola
En 1853 se embarcó en un viaje de investigación de ocho años a la nueva colonia portuguesa de Angola, siendo el primer botánico europeo en explorar sistemáticamente un territorio africano. Después de su aclimatación en Luanda, donde conoció a David Livingstone en octubre de 1854, se dirigió a Sange, cuyos alrededores exploró durante dos años. En 1856 fue a Cambamba y en 1857 tuvo que recuperarse de unas fiebres en Luanda. Luego viajó en barco a Benguela, a Moçâmedes y al sur hasta Baia dos Tigres. 
En 1859 descubrió la Welwitschia, más tarde llamada así por él, única especie de un orden entero.

### Regreso a Europa
En 1861 Welwitsch regresó a Portugal. Debido a las mejores condiciones de trabajo, en 1863 viajó a Londres con el apoyo del gobierno portugués, donde trabajó en sus colecciones en el Museo de Historia Natural y el Real Jardín Botánico de Kew. En su obra Sertum Angolense describió doce nuevos géneros y cuarenta y ocho nuevas especies. Sin embargo, sólo llegó a publicar una parte de sus descubrimientos.
Welwitsch había legado sus colecciones al Museo de Historia Natural de Londres, pero el gobierno portugués emprendió acciones legales para reclamar las colecciones. Después de tres años, se acordó dividir la colección: el primer conjunto fue a la Universidad de Lisboa y, el segundo conjunto permaneció en Londres.
Está enterrado en el Kensal Green Cemetery, en Londres. Su lápida está decorada con un grabado de una Welwitschia mirabilis.

## Obra
- Beiträge zur kryptogamischen Flora Unterösterreichs. In: Beiträge zur Landeskunde Österreichs, vol. 4, 1834.
- Synopsis Nostochinearum Austriae inferioris. Dissertation, Viena 1836.
- Genera Phycearum Lusitanae. Akten der Akademie von Lissabon, 2 vols. 1850.
- Apontamentos Phyto-geographicos sobre da Flore da Provincia de Angola na Africa Equinocial. In: Annaes de Conselho do Ultramarino, octubre 1858.
- Synopse explicativa das amostras de Madeiras e drogas mediciuaes de collegidas na provincia de Angola etc.. Lisboa 1862.
- Sertum Angolense. In: Trans. of the Linnean Soc. XXVII, 1869
- Notizen über die Bryologie von Portugal. In: Flora, 1872.

## Literatura
- Helmut Dolezal: Friedrich Welwitsch. Dissertation, Viena 1953.
- Helmut Dolezal: Friedrich Welwitsch. Leben und Werk. In: Portugaliae Acta Biologica (B), Vol VI (1959) 257-323 und Vol VII (1960-61) 49/324-276/551.
- W. P. Hiern, A. B. Rendle et al.: Catalogue of the African Plants Collected by Dr. Friedrich Welwitsch in 1853-61. 2 vols. en 6 capítulos. Order of the Trustees, British Museum (Natural History) Londres 1896-1901.
- Marianne Klemun: Friedrich Welwitsch (1806-1872)(Pflanzengeograph in Kärnten, Begründer des Herbars in Portugal und Erschließer der Flora Angolas). In: Carinthia II, 180/100 (1990): 11-30.
- Gustav Adolf Zwanziger: Dr. Friedrich Welwitsch. Seine Reisen in Angola und sein Leben. In: Carinthia (Zeitschrift für Vaterlandskunde, Belehrung und Unterhaltung.) (9/10) (1882): 219 – 248.

## Honores

### Eponimia
Familia
- Welwitschiaceae Caruel[1]

Géneros
- (Polemoniaceae) Welwitschia Rchb.[2]
- (Welwitschiaceae) Welwitschia Hook.f.[3]

Especies
- (Acanthaceae) Pseudobarleria welwitschii Lindau[4]
- (Adiantaceae) Aleuritopteris welwitschii (Hook. ex Bak. in Hook. & Baker) Ching[5]
- (Xyridaceae) Xyris welwitschii Rendle[6]
- (Zygophyllaceae) Agiella welwitschii Tiegh.[7]